# شاهزاده (فیلم ۱۹۹۹)
شاهزاده (به تلگو: Raja Kumarudu) فیلمی محصول سال ۱۹۹۹ و به کارگردانی کی. راگاوندرا رائو است. در این فیلم بازیگرانی همچون ماهش بابو، پریتی زینتا، پراکاش راج، آسرانی ایفای نقش کرده‌اند.